# HKR1
HKR1‏ (HKR1, GLI-Kruppel zinc finger family member) هوَ بروتين يُشَفر بواسطة جين HKR1 في الإنسان.